# Munții Baikal
Munții Baikal (în rusă Байкальский хребет, transliterat Baikaliski hrebet) reprezintă un lanț muntos ce se ridică abrupt peste malul de nord-vest al lacului Baikal din sudul Siberiei, Rusia. Podișul Siberian Central este delimitat la sud de Munții Saian de Est și de Munții Baikal. 
Râul Lena izvorăște din Munții Baikal. Munții din jurul lacului Baikal sunt dens împăduriți.
Vârful cel mai înalt este muntele Czerski (2.572 m), numit după exploratorul polonez Jan Czerski. 